# Iglesia de Santa María (Blanes)
La iglesia parroquial de Santa María de Blanes es un edificio gótico que se construyó entre los años 1350 y 1410. Está situada en el municipio de Blanes en la comarca catalana de la Selva.

## Historia
Los vizcondes de Cabrera fueron los principales mecenas de esta grandiosa obra. En 1438 se hizo el cambio del cementerio situado en la plaza delante de la iglesia y los restos de los difuntos se trasladaron al nuevo cementerio de la parte de atrás del templo. Los vizcondes, tenían el privilegio de ser enterrados dentro de la iglesia. Jaime (1417) y Tomás (1418), hijos naturales del vizconde Bernardo III de Cabrera, fueron los primeros.

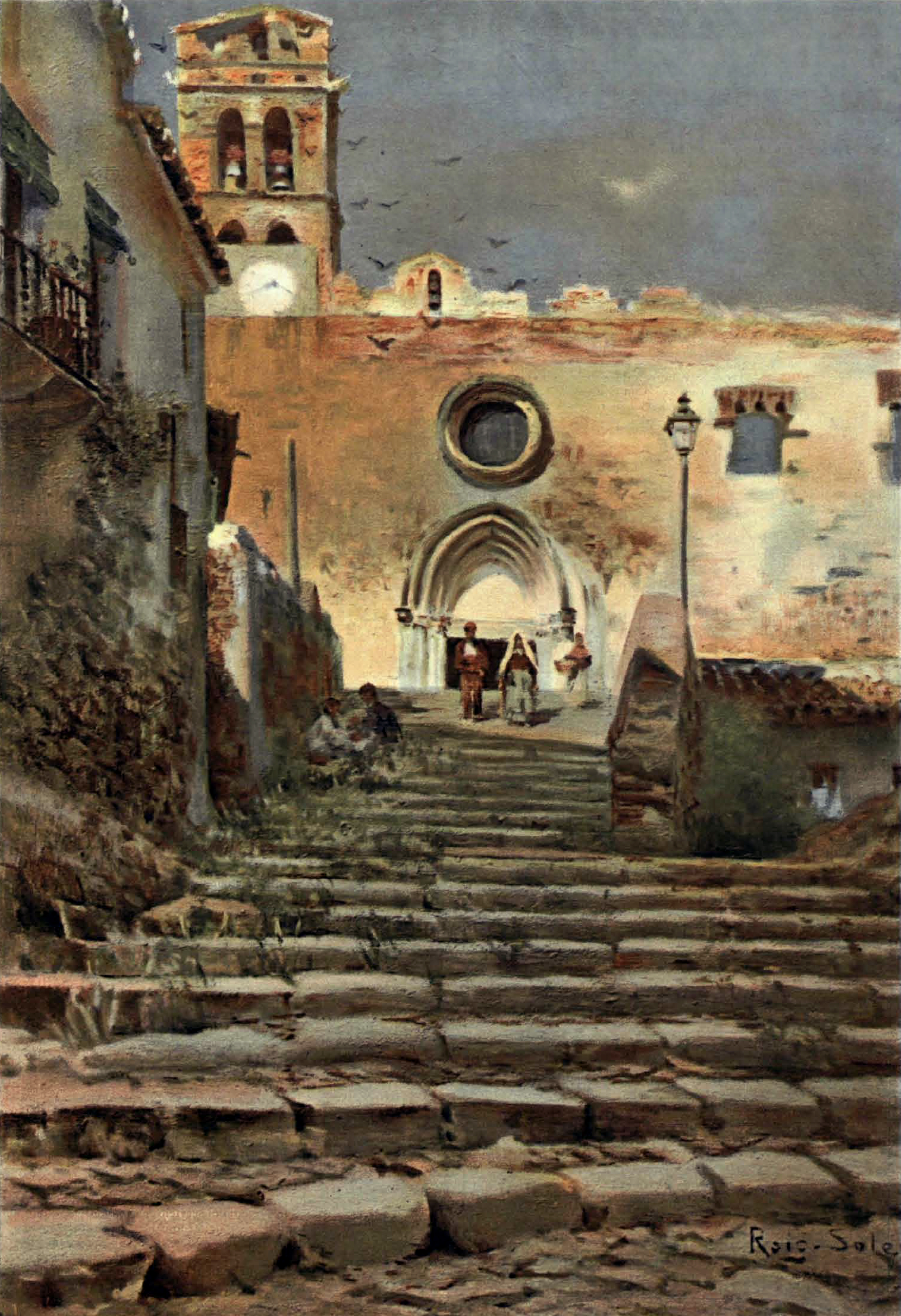
Vista de la iglesia hacia comienzos del siglo por Juan Roig Soler

En 1487, Isabel de Cabrera, viuda de Juan Ramón Folch III de Cardona, se hizo abrir una balconada desde la pared del palacio que daba a la iglesia para poder seguir desde su casa las ceremonias religiosas.
El 22 de julio de 1936, la iglesia fue incendiada y quemó durante todo el día hasta que la estructura cedió. Se destruyó prácticamente el que era uno de los ejemplares góticos mejor conservados de los alrededores junto con el retablo barroco del altar mayor y los dos púlpitos, obra del arquitecto Antoni Gaudí. Tenía además 17 altares con sus retablos dorados. Solo se salvó la fachada, el campanario y la sacristía. La actitud decidida de algunos ciudadanos comandados por el alcalde de la época, impidió después del incendio que la acabasen de derribar para destruirla completamente.
Acabada la guerra civil, en abril de 1940 comenzaron las obras de restauración a cargo del arquitecto Lluis Bonet i Garí, con un presupuesto de 1.224.033,85 pesetas. Las obras finalizaron el 23 de diciembre de 1944.

## Arquitectura

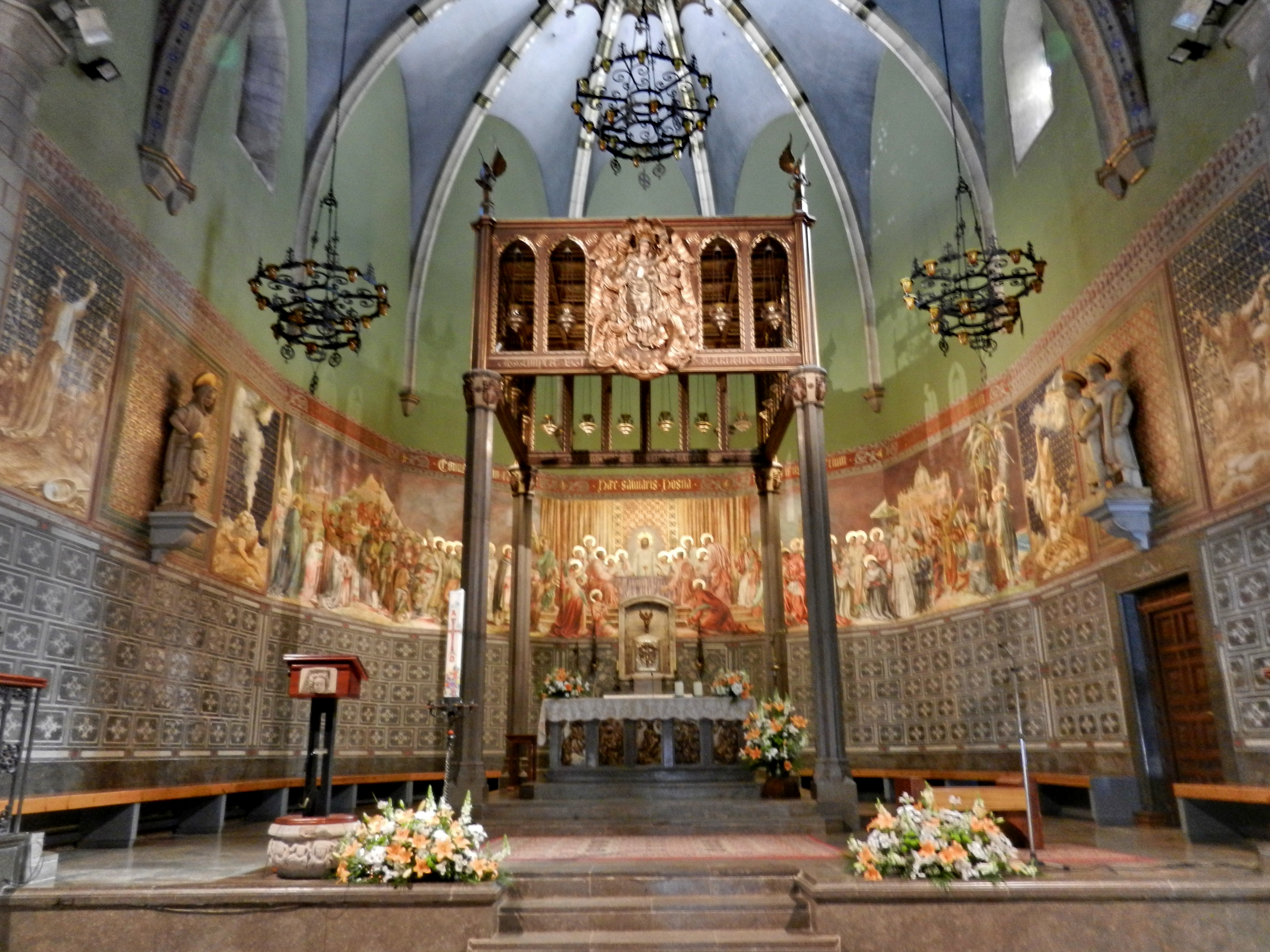
Vista del interior

La obra se hizo en diversas etapas y del estilo gótico original se conserva la fachada y el campanario. La puerta está enmarcada con arcos apuntados en degradación, encima hay un rosetón y está rematada con almenas. El campanario es de planta cuadrada y tiene dos pisos con doble ventana de arcos apuntados en cada lado. El interior consta de tres naves.